# Марко Марин
Марко Марин (на сръбски: Marko Marin) е бивш немски професионален футболист. Марин е известен със своето ускорение, дрибъл, ловкост, креативност, пъргавина и техническата му способност често да асистира за голове. Той е описван като „играч, който сам може да реши мача“. Марин е получавал неведнъж одобрение заради стила си на игра, което кара медиите и феновете да го сравняват със звездата на Барселона Лионел Меси и да го наричат „немския Меси“.

## Ранен живот
Марин е роден в Босанска Градишка, Югославия (днес се намира в Босна и Херцеговина). Родителите му са босненски сърби. Майка му се казва Борка, а баща му Ранко. Марин е само на две, когато семейството му се мести в Германия през 1991 г., където майка му намира работа. Израствайки във Франкфурт, той играе за местните отбори. Като дете, неговият идол е Деян Савичевич.

## Ранна кариера
Започва като юноша в СГ 01 Хоехт и по-късно Айнтрахт Франкфурт.

## Борусия Мьонхенгладбах
През 2005 г. Марин се премества в юношеската школа на Борусия Мьонхенгладбах. След като прекарва година там, е повишен в резервния отбор; предложен му е 3-годишен договор, който той подписва и играе за първи път професионално на 31 март 2007 г. срещу Айнтрахт Франкфурт.
На 9 август 2008 г. отбелязва хеттрик за 16 минути при тоталния разгром на Мьонхенгладбах с 8-1 срещу седмодивизионния ВфБ Фихте Билефелд в мач от първия кръг за Купата на Германия.

## Вердер Бремен
на 24 юни 2009 г. Марин е продаден за 8.5 млн. € на Вердер Бремен. Той е част от невероятната атака на отбора, заедно с Арън Хънт и Месут Йозил. През сезон 2010-11 в Бундеслигата, той показва качествата си, като вкарва 4 гола и прави 11 асистенции.
След трансфера на Йозил в Реал Мадрид през август 2010 г., формата на Марко Марин се влошава – той вкарва само един гол и прави 5 асистенции през сезон 2011-12. Все пак, показва уменията си в осем-головия трилър на Вердер и Фрайбург на 20 август 2011. Асистира на Клаудио Писаро, Марко Арнаутович и Уесли, чиито голове осигуряват триумфа над Фрайбург (5-3). Единствения гол за сезона на Марко Марин идва на 18 февруари 2012 г. - откриващия гол в дербито срещу Хамбургер, спечелено с 3-1. В последния си мач за Вердер, на 13 април, той асистира на Маркус Розенберг. Този гол обаче не е достатъчен, тъй като Вердер понася загуба като гост с 4-1 от Щутгарт. Марин закрива сметката си в Бундеслигата за Вердер Бремен с 87 мача и 8 гола.

## Челси
На 28 април 2012 г., той подписва договор с английския Челси за сума от 7 млн. €. Марин разкрива, че е подписал заради перспекивата да се изправи срещу нови предизвикателства. Марин отбелязва, че местенето му в Лондон е сбъдната мечта. Марин подписва 5-годишен договор, който ще го задържи в отбора поне до 2017 г. Марко носи фланелката с номер 21, който преди това заемаше Саломон Калу, сега играч на Лил. Марин дебютира за Челси на 18 юли в предсезонен приятелски мач срещу отбора от МЛС Сиатъл Саундърс и вкара третия гол за Челси, които побеждават с 4-2. Марко пропуска мача за Къмюнити Шийлд срещу Манчестър Сити заради скъсано сухожилие.
Дебюта на Марко Марин за Челси във Висшата лига идва на 25 септември с победа 6-0 над Уулвърхямптън Уондърърс.

## Международна кариера
През 2010 г. Марин разкрива пред медиите, че не получава повиквателни в Босна и Херцеговина и изказва решението си да играе за Германия. Получава повиквателна за Германия П21 през 2007 г. и до 2010 г. играе в 9 мача и вкарва гол. Марко е включен в разширения състав на Германия за Евро 2008. За нещастие обаче, той не участва. Дебютира за националния отбор на 27 май 2008 г. срещу Беларус 2-2, като резерва на полувремето за Бастиан Швайнщайгер.
Единствения си гол дотук за Германия вкарва през същата година в приятелски мач срещу Белгия за 1-0. Марко е включен в състава за Световно първенство 2010 и попада в титулярния състав след великолепно представяне на тренировките. Той играе само в два мача - 4-0 срещу Австралия и внезапната загуба от Сърбия 1-0. Причината за това е неоправданите очаквания към него и разочароващата му игра.

## Личен живот
Макро Марин казва, че не е типичен любител на киното – обича да гледа DVD-та вкъщи на спокойствие. Едни от любимите му филми са Die Glucksritter и Der Prinz von Zamunda(Coming to Zamunda) - „Завръщане в Замунда“ (с участието на Еди Мърфи). Харесва комедийните сериали, разбира се следи и Бундеслигата. Марко е непобедим на игри за Плейстейшън и Wii по времето му на играч в Борусия Мьонхенгладбах, но вече не му остава време. Сега играе главно състезателни игри, игри за футболни мениджъри, и разбира се ФИФА (игра) и Pro Evolution Soccer. Често е в социалните мрежи. Тежи 64 кг, носи 41 номер обувки. Има куче и приятелка. Обича футбола, билярда, голфа и пътуванията. Марко би искал да посети Ню Йорк, Майорка, Италия .
ФИФА и Pro Evolution Soccer са само част от любимите му игри. Мечтае да посети Ню Йорк, Майорка и Италия.

## Международни голове
| # | Дата           | Стадион                           | Противник | Гол | Резултат | Турнир         |
| - | -------------- | --------------------------------- | --------- | --- | -------- | -------------- |
| 1 | 20 август 2008 | Франкенщадион, Нюрнберг, Германия | Белгия    | 2-0 | 2-0      | Приятелски мач |

## Отличия
Клубни
Борусия Мьонхенгладбах
- Втора Бундеслига 2007-08

Международни
- Световно първенство за младежи 2009 – Златен медал
- Световно първенство по футбол 2010 – Бронзов медал